# The Boss (album Diana Ross)
The Boss è un album della cantante statunitense Diana Ross, pubblicato dall'etichetta discografica Motown nel 1979.
L'album è prodotto, composto e arrangiato da Nickolas Ashford & Valerie Simpson.
Dal disco vengono tratti due singoli: l'omonimo The Boss e It's My House.

## Tracce

### Lato A
1. No One Gets the Prize
2. I Ain't Been Licked
3. All for One
4. The Boss

### Lato B
1. Once in the Morning
2. It's My House
3. Sparkle
4. I'm in the World